# Goyenia multidentata
Goyenia multidentata là một loài nhện trong họ Desidae.
Loài này thuộc chi Goyenia. Goyenia multidentata được miêu tả năm 1970 bởi Raymond Robert Forster.